# Ribeira do Cabo (Lajes do Pico)
Ribeira do Cabo é uma localidade portuguesa da freguesia da Lajes, concelho da Lajes do Pico, ilha do Pico, arquipélago dos Açores.
Esta localidade encontra-se junto do curso de água do mesmo nome e localiza-se próximo às localidades do Soldão, da Almagreira, e do lugar das Terras.